# Mitsue Yamazaki
Mitsue Yamazaki (japanisch 山崎 光恵 Yamazaki, Mitsue) ist eine japanische Regisseurin und Drehbuchautorin, die ausschließlich an Anime-Serien arbeitet.

## Werdegang und Werk
Yamazakis erste Arbeit, für die sie genannt wurde, war 2003 an der Fernsehserie Fullmetal Alchemist als Produktionsassistenz der Folge 24. Es folgten viele Beteiligungen an einzelnen Folgen von Serienproduktionen am Storyboard oder der Regie einer Folge. 2008 war sie bei Kurenai erstmals als Regieassistentin an der gesamten Serie beteiligt. Im Jahr 2013 war Hakkenden: Tōhō Hakken Ibun die erste Serie, an der Yamazaki die Position als Regisseurin sowie auch als Drehbuchautorin übernahm.

## Filmografie (Auswahl)
- 2003: Fullmetal Alchemist (Produktionsassistenz Folge 24)
- 2007: Nanatsuiro Drops (Regie Folge 10)
- 2008: Itazura na Kiss (Storyboard, Regie Folge 14)
- 2008: Kurenai (Regieassistenz)
- 2008: Kyōran Kazoku Nikki (Storyboard Folgen 4 und 22)
- 2008: Yozakura Quartet (Regie Folgen 1, 6 und 12)
- 2009: Kämpfer (Storyboard, Regie Folgen 1, 6 und 10)
- 2009: Kanamemo (Storyboard, Regie Folge 6)
- 2009: Yoku Wakaru Gendai Mahō (Storyboard, Regie Folge 4)
- 2010: Durarara!! (Regie Folge 14)
- 2010: Yosuga no Sora (Storyboard Folge 9)
- 2011: Mawaru Penguindrum (Regieassistenz)
- 2012: Sakamichi no Apollon (Storyboard Folge 10)
- 2012: Natsuyuki Rendezvous (Storyboard, Regie Folgen 2, 5 und 8)
- 2012: Sankarea (Storyboard Folgen 5 und 8)
- 2013: Hakkenden: Tōhō Hakken Ibun (Regie, Drehbuch)
- 2013: Phi Brain – Kami no Puzzle (Storyboard Folgen 15 und 20)
- 2014: Gochūmon wa Usagi Desu ka? (Storyboard Folge 8)
- 2014: Shojo-Mangaka Nozaki-kun (Storyboard, Regie Folgen 1, 6, 9 und 12)
- 2015: Himōto! Umaru-chan (Storyboard Folge 10)
- 2015: Plastic Memories (Storyboard, Regie Folgen 8 und 11)
- 2015: Kyōkai no Rinne (Storyboard Folge 14)
- 2015: Utano☆Princesama Revolutions (Storyboard Folge 6)
- 2015: Yurikuma Arashi (Storyboard, Regie Folgen 4 und 9)
- 2016: Magic-kyun! Renaissance (Regie)
- 2017: Eromanga Sensei (Storyboard Folge 4)
- 2017: New Game!! (Storyboard, Regie Folgen 3, 6, 9 und 12)
- 2018: Isekai Izakaya „Nobu“ (Storyboard Folgen 7 und 12)
- 2018: Tada-kun wa Koi o Shinai (Regie)
- 2019: Dumbbell Nan-Kilo Moteru? (Regie, Tonregie)
- 2019: Watashi ni Tenshi ga Maiorita! (Storyboard Folgen 2 und 3)
- 2020: Yesterday o Utatte (Regie Folge 10)
- 2020: Maōjō de Oyasumi (Regie, Tonregie)
- 2021: Re-Main (Storyboard, Regie Folge 7)
- 2021: Shingeki no Kyojin: The Final Season (Regie Folgen 15 und 16)
- 2021: takt op. (Storyboard, Regie Folge 9)
- 2022: Shingeki no Kyojin: The Final Season Part 2 (Storyboard und Regie Folgen 7, 9 und 12)
- 2024: Ranma ½ (Storyboard Folge 4)
- 2025: Zenshu (Regie, Idee)